# Rafael Fuster Pardo
Rafael Fuster Pardo (* 25. September 1951 in Barcelona, Spanien) ist ein in Deutschland lebender katalanischer Filmregisseur, Kameramann, Filmeditor, Autor und Filmproduzent.

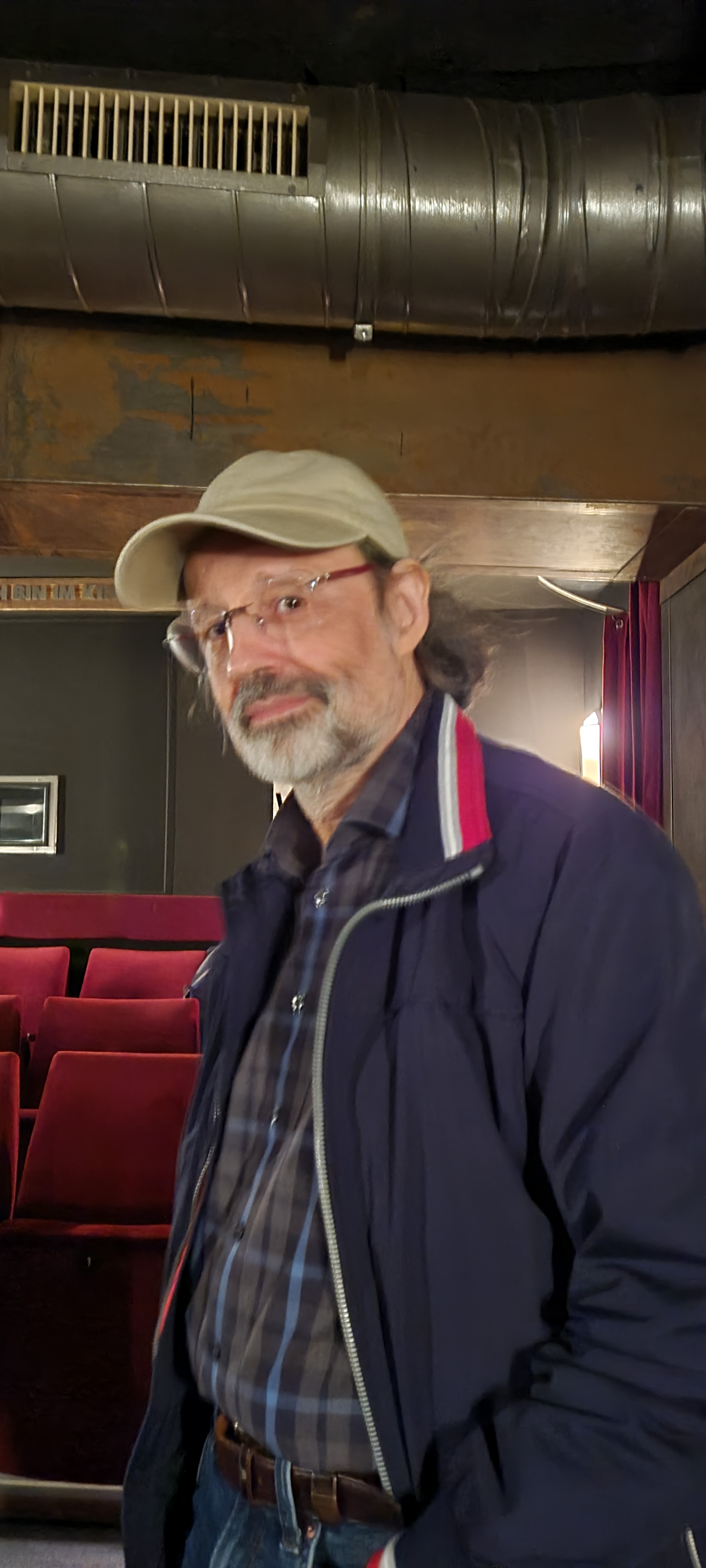
Der Regisseur Rafael Fuster Pardo in Berlin, Juni 2022

## Leben
Seine Eltern zogen mit dem zehn Jahre alten Fuster Pardo von Barcelona nach Travemünde. Bereits in der Schulzeit galt sein Interesse dem Film; er drehte erst Schmalfilm, dann Super-8 und wollte es immer zu seiner Profession erheben. Zunächst aber erlernte er den Beruf eines technischen Zeichners, dann den eines Baukonstrukteurs. Nach zehnjähriger Tätigkeit als Baukonstrukteur in Lübeck studierte er ab 1978 Film an der Deutschen Film- und Fernsehakademie Berlin.
Nach zwei in Koregie entstandenen Filmen war sein Erfolgsfilm In der Wüste sein erster in alleiniger Regie gedrehter Film. Der nach einer Erzählung von Antonio Skármeta entstandene Film erhielt gleich nach seiner Uraufführung hervorragende internationale Kritiken.
Der Regisseur ist Mitglied im Berliner Arbeitskreis Film e. V. (BAF). Mit dem Projekt „Rettet den Film! – ,Die Schule des Sehens‘“ wirkte er als Regisseur in dem Programm „Künstler/innen in die Schulen“.
In seinen Filmen und Drehbüchern widmet er sich unter anderem der Auseinandersetzung mit literarischen Werken, denen sein weiteres künstlerisches Interesse gilt. Er wirkt in verschiedenen literarischen Vereinigungen und ist Mitglied der E.T.A. Hoffmann-Gesellschaft.

## Filmografie (Auswahl)
- 1979: Music for Millions (Ko-Regie, Ko-Autor und Kamera)
- 1981: No Place To Go (Ko-Regie und Kamera)
- 1981: Amphitryon von Michael de Groot (Ko-Kamera)
- 1982: Si vivieramos juntos – Wenn wir zusammen lebten von Antonio Skármeta (2. Kamera und Ko-Schnitt)
- 1983: Fehlverbindungen von Michael de Groot (Schnitt)
- 1984: Kindermord von Sybille Ludwig (Kamera und Schnitt)
- 1985: Wie ein freier Vogel – Como un pajaro libre von Hark Bohm (Ko-Schnitt)
- 1987: In der Wüste (Regie, Kamera und Schnitt)
- 1995: Voglio dire una cosa, assolutamente, che sentano tutti! (Regie, Ko-Kamera und Buch)
- 2001/2005: Beton streicheln – eine Begegnung mit Engelbert Kremser (Buch, Schnitt und Regie)
- 2007: ORANGE ODYSSEY 2007 - Tangerine Dream Live in Eberswalde (Stage-Kamera)
- 2008: SPANISCHE SERENADE – BURSTEIN & LEGNANI Live in der Villa Kreuzberg (Stage-Kamera)
- 2008: THE EPSILON JOURNEY - Live in Eindhoven, Netherlands - Tangerine Dream Plays Edgar Froese (Aufnahmeleitung, Stage-Kamera und Ko-Schnitt)

## Auszeichnungen
- Filmfestival Max Ophüls Preis 1987, Förderpreis der Jury für In der Wüste
- Nominierung Cigapreis, Filmfestival San Sebastian, Zabaltegi 1987 für In der Wüste
- Prädikat „wertvoll“ für Kindermord und In der Wüste
- Prädikat „besonders wertvoll“ für Wie ein freier Vogel
- Internationale Filmfestspiele Berlin Forum 2022 mit In der Wüste

## Belege
1. ↑  Matthias Dell: Berlinale - Die Entdeckung des Rafael Fuster Pardo. In: Zeit Online. 12. Februar 2022, abgerufen am 21. August 2022.
2. ↑  In der Wüste. In: Bio- & Filmografie: Rafael Fuster Pardo. Berlinale 2022, abgerufen am 21. August 2022.
3. ↑  Bert Rebhandl: Berlinale 2022  Fiktionsbescheinigung: Ein Gespräch mit Enoka Ayemba und Biene Pilavci über die Filmreihe. In: tip Berlin. 16. Februar 2022, abgerufen am 21. August 2022.
4. ↑  Gary Vanisian: IN DER WÜSTE (+ FILMGESPRÄCH MIT RAFAEL FUSTER PARDO). In: Zeughauskino | Deutsches Historisches Museum. 3. Juli 2021, abgerufen am 21. August 2022 (deutsch).
5. ↑  Rafael Fuster Pardo | filmportal.de. DFF - Deutsches Filminstitut und Filmmuseum, abgerufen am 22. August 2022.
6. ↑  K. H.: Berliner Ballade 1987, "In der Wüste" jetzt in zwei Kinos. In: Berliner Morgenpost. Berlin 16. Oktober 1987, S. 11.
7. ↑  Dietrich Kuhlbrodt: Das Kleine ist das Große. In: Szene Hamburg. Nr. 8. Hamburg August 1988, S. 70.
8. ↑  Exitoso Filme de Otro Cuento de Skármeta. In: EL MERCURIO. 22. Oktober 1987.
9. ↑  Mitgliederseite | Berliner Arbeitskreis Film e. V. Abgerufen am 20. August 2022.
10. ↑  Wolfgang Schultheiß: KidSch. Künstler/innen in die Schulen. Eine Kurzdokumentation - PDF Free Download. Träger: Zukunftsbau GmbH, abgerufen am 23. August 2022.

| Personendaten    | Personendaten                                                                        |
| ---------------- | ------------------------------------------------------------------------------------ |
| NAME             | Fuster Pardo, Rafael                                                                 |
| KURZBESCHREIBUNG | katalanischer Filmregisseur, Kameramann, Drehbuchautor, Filmeditor und Filmproduzent |
| GEBURTSDATUM     | 25. September 1951                                                                   |
| GEBURTSORT       | Barcelona, Spanien                                                                   |